# Dominique Maraninchi
Dominique Maraninchi, né le 20 juin 1949 à Marseille, est un médecin cancérologue français, directeur général de l'Agence nationale de sécurité du médicament et des produits de santé de février 2011 à août 2014.

## Biographie
Il est marié et a quatre enfants.

### Études médicales
Il étudie la médecine à Marseille de 1967 à 1973. En 1972, il est reçu aux concours de l'internat à Marseille et à Paris, il choisit Paris. Il effectue son service national comme volontaire de la coopération en Tunisie (1973-75). Après un stage à l'Institut Gustave-Roussy dans le laboratoire de Maurice Tubiana, il soutient sa thèse en 1979 à l'Université Paris VII (distinguée par un Prix de la Ville de Paris). Il complète sa formation par un stage post-doctoral au Fred Hutchinson cancer research center de Seattle aux États-Unis.

### Cancérologue et enseignant à Marseille

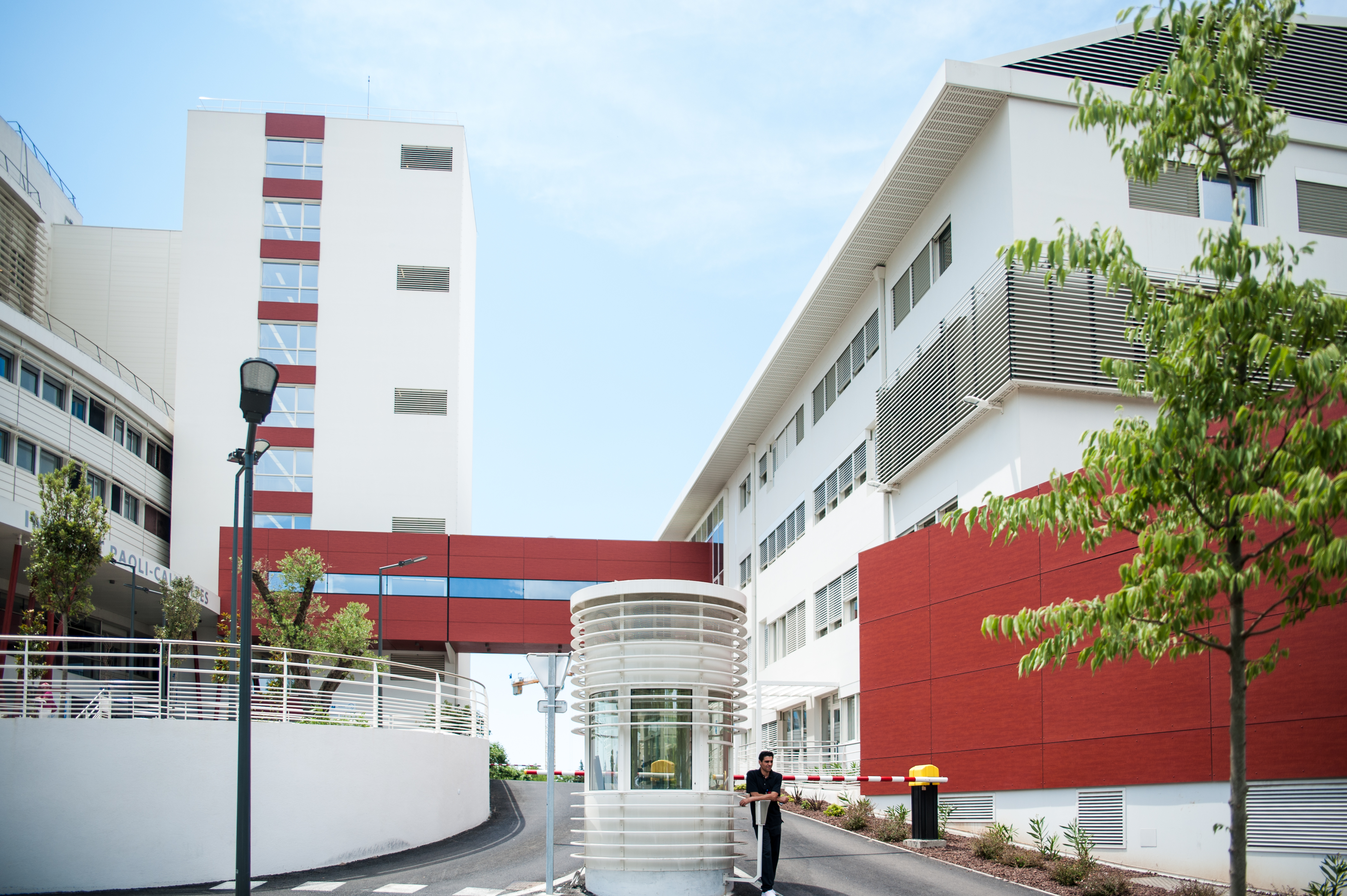
L'Institut Paoli-Calmettes à Marseille

Il rejoint Marseille en 1981 et exerce tout d'abord à la faculté de Médecine comme assistant hospitalo-universitaire. Il intègre l'Institut Paoli-Calmettes, centre régional de lutte contre le cancer, comme praticien hospitalier en 1985. Il effectue ensuite la totalité de sa carrière hospitalo-universitaire dans cet établissement (notamment comme fondateur de l'unité de greffe de moelle osseuse) et à la faculté de médecine de Marseille (professeur d'hématologie puis de cancérologie).

### Organisateur de la santé
En 1990, il devient directeur de l'Institut Paoli-Calmettes et administrateur de la Fédération nationale des centres de lutte contre le cancer ; il devient vice-président de cette fédération en 1994, puis président en 2003.
En 1995, il est nommé au Conseil national du cancer.

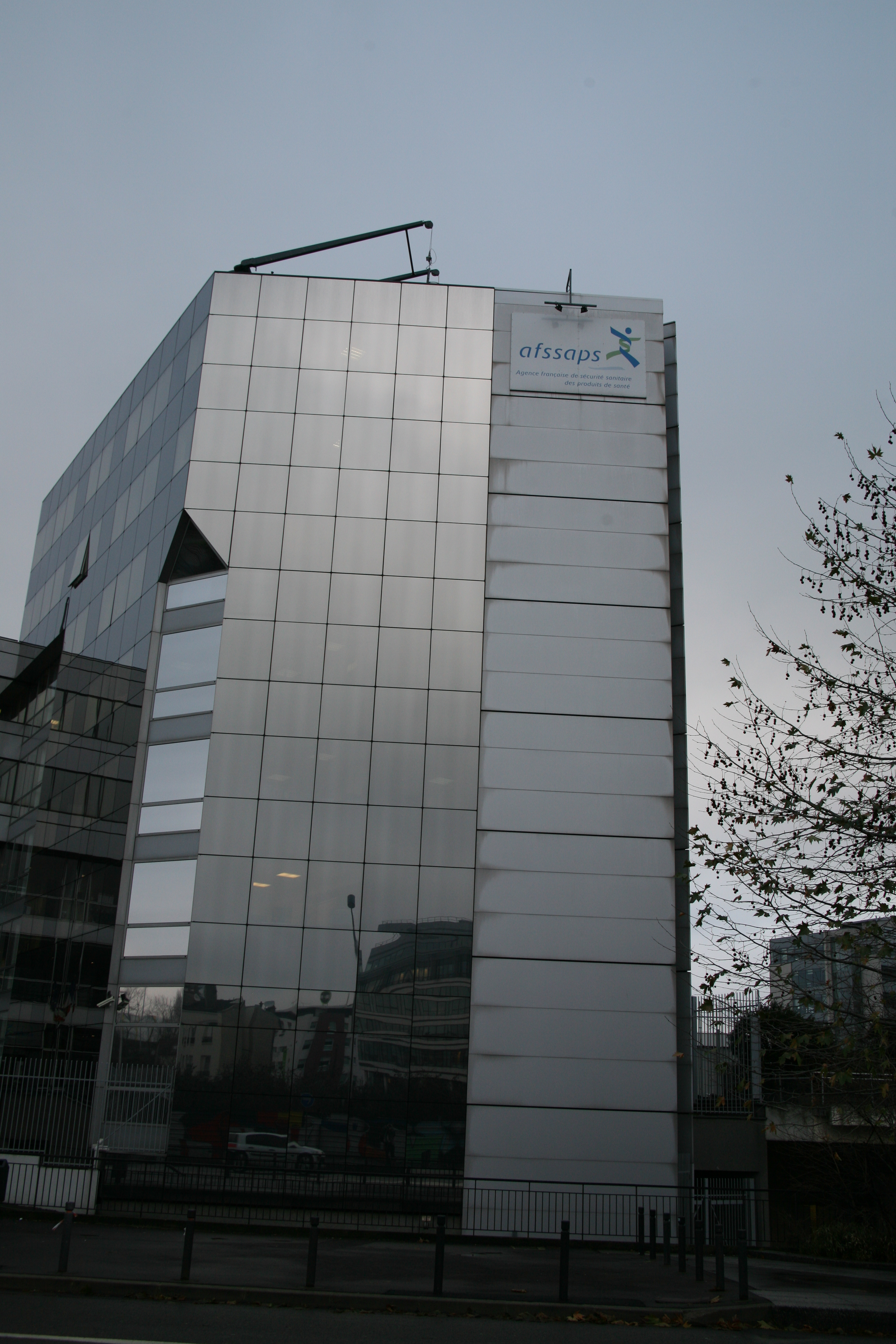
Le siège de l'AFSSaPS à Saint-Denis

En 2004, il est nommé Président du conseil scientifique de l'Institut national du cancer.
En 2005, il succède au Professeur David Khayat comme Président du conseil d'administration de cette agence,. Il y met en œuvre le Plan Cancer et assainit la gestion de l'INCa qui avait été critiquée par un audit gouvernemental et un rapport d'enquête parlementaire.
En 2011, à la suite de la mise en cause de l'inertie de l'Agence française de sécurité sanitaire des produits de santé (AFSSAPS) dans l'affaire du Médiator, il remplace Jean Marimbert comme directeur général. Cela en fait également un membre de droit du Conseil national de la consommation. 
En mai 2012, lorsque l'Agence nationale de sécurité du médicament et des produits de santé succède à l'AFSSAPS, il en devient le premier Directeur général. Il met en place les Recommandations Temporaires d’Utilisation (RTU) :
"Les RTU ont une durée maximale de 3 ans renouvelable.
Leur  objectif est  de sécuriser l’utilisation des médicaments grâce à la mise en place d’un suivi des patients organisé par les laboratoires concernés".
Le 1er septembre 2014, le Dr Dominique Martin devient Directeur général de l'ANSM à la suite de Dominique Maraninchi.

## Thèmes de recherche
Dominique Maraninchi s'est intéressé à divers aspects du traitement des affections cancéreuses, notamment :
- la relation dose-effet des agents alkylants
- le traitement des leucémies par greffe de moelle osseuse
- l'utilisation clinique de l'immunothérapie par cytokines (en particulier l'interleukine-2)
- les aspects sociologiques du traitement des cancers (dont la prise en compte de l'opinion des patients dans les pratiques médicales).

## Récompenses
1999 : Chevalier des Palmes académiques.
2017 : Officier des   Palmes académiques
2004 : Chevalier de la Légion d'honneur.
2011 : Officier de la Légion d'honneur.